# Supercoppa spagnola 2006 (pallavolo femminile)
La Supercoppa spagnola 2006 si è svolta dal 23 al 24 settembre 2006: al torneo hanno partecipato quattro squadre di club spagnole e la vittoria finale è andata per la prima volta al CAV Murcia.

## Regolamento
Le squadre hanno disputato semifinali e finale.

## Squadre partecipanti[2]
| Squadra        | Qualificazione                                      | Ultima partecipazione    |
| -------------- | --------------------------------------------------- | ------------------------ |
| CAV Murcia     | 3ª in SFV 2005-06                                   | Debutto                  |
| Diego Porcelos | 4ª in SFV 2005-06                                   | Supercoppa spagnola 2002 |
| Las Palmas     | Finalista SFV 2005-06 e Coppa della Regina 2005-06  | Supercoppa spagnola 2005 |
| Tenerife       | Vincitrice SFV 2005-06 e Coppa della Regina 2005-06 | Supercoppa spagnola 2005 |

## Torneo

### Tabellone
|  | Semifinali     | Semifinali |  |            | Finale         | Finale |
|  |                |            |  |            |                |        |
|  | Las Palmas     | 0          |  |            |                |        |
|  | Las Palmas     | 0          |  |            |                |        |
|  | CAV Murcia     | 3          |  |            |                |        |
|  | CAV Murcia     | 3          |  | CAV Murcia | 3              |        |
|  |                |            |  | CAV Murcia | 3              |        |
|  |                |            |  |            | Diego Porcelos | 0      |
|  | Tenerife       | 1          |  |            | Diego Porcelos | 0      |
|  | Tenerife       | 1          |  |            |                |        |
|  | Diego Porcelos | 3          |  |            |                |        |
|  | Diego Porcelos | 3          |  |            |                |        |

## Risultati

### Semifinali
| 23 settembre 2006 Pabellón Multifuncional de Bayas, Miranda de Ebro Durata: ? - Spettatori: ?     | Las Palmas | 0 - 3 | CAV Murcia     | 7-25, 15-25, 17-25         |
| 23 settembre 2006 Pabellón Multifuncional de Bayas, Miranda de Ebro Durata: 1h:27 - Spettatori: ? | Tenerife   | 1 - 3 | Diego Porcelos | 23-25, 21-25, 25-19, 19-25 |

### Finale
| 24 settembre 2006 Pabellón Multifuncional de Bayas, Miranda de Ebro Durata: 1h:07 - Spettatori: ? | CAV Murcia | 3 - 0 | Diego Porcelos | 25-14, 25-14, 25-19 |